# Platarctia pallida
Platarctia pallida är en fjärilsart som beskrevs av Max Wilhelm Karl Draudt 1932. Platarctia pallida ingår i släktet Platarctia och familjen björnspinnare. Inga underarter finns listade i Catalogue of Life.